# Reiat (huyện)
Huyện Reiat (tiếng Pháp: District du Reiat, tiếng Đức: Bezirk Reiat) là một huyện hành chính của Thụy Sĩ. Huyện này thuộc bang Bang Schaffhausen. Huyện Reiat có diện tích 39 kilômét vuông, dân số theo thống kê của cục thống kê Thụy Sĩ năm 1999 là 7431 người. Trung tâm của huyện đóng ở Thayngen. Mã của huyện là 1402.